# Cícero (línea Rosa)
Cícero es una estación en la línea Rosa del Metro de Chicago. La estación se encuentra localizada en 2134 South Cicero Avenue en Cícero, Illinois. La estación Cícero fue inaugurada el 16 de diciembre de 1907.  La Autoridad de Tránsito de Chicago es la encargada por el mantenimiento y administración de la estación.

## Descripción
La estación Cícero cuenta con 1 plataforma lateral y 2 vías. 

## Conexiones
La estación es abastecida por las siguientes conexiones de autobuses: 
- Rutas del CTA Buses y Pace
- #21 Cermak
- #54 Cicero
- #54B South Cicero
- #N60 Blue Island/26th (Owl Service)

Pace
- #302 Ogden/Stanley
- #392 Little Village-United Parcel Service